# クローンバーンパイ駅
クローンバーンパイ駅（クローンバーンパイえき、タイ語: สถานีคลองบางไผ่、バンパイ運河駅とも）は、タイ王国、ノンタブリー県バーンブアトーン郡にあるバンコク・メトロ（MRT）の駅。パープルライン（チャローン・ラチャタム線）の始発駅として開業した。
駅番号はPP01。

## 概要
パープルラインの開通に伴い、2016年8月6日に同時開業した始発駅。車両基地が東側に存在する。

## 駅構造

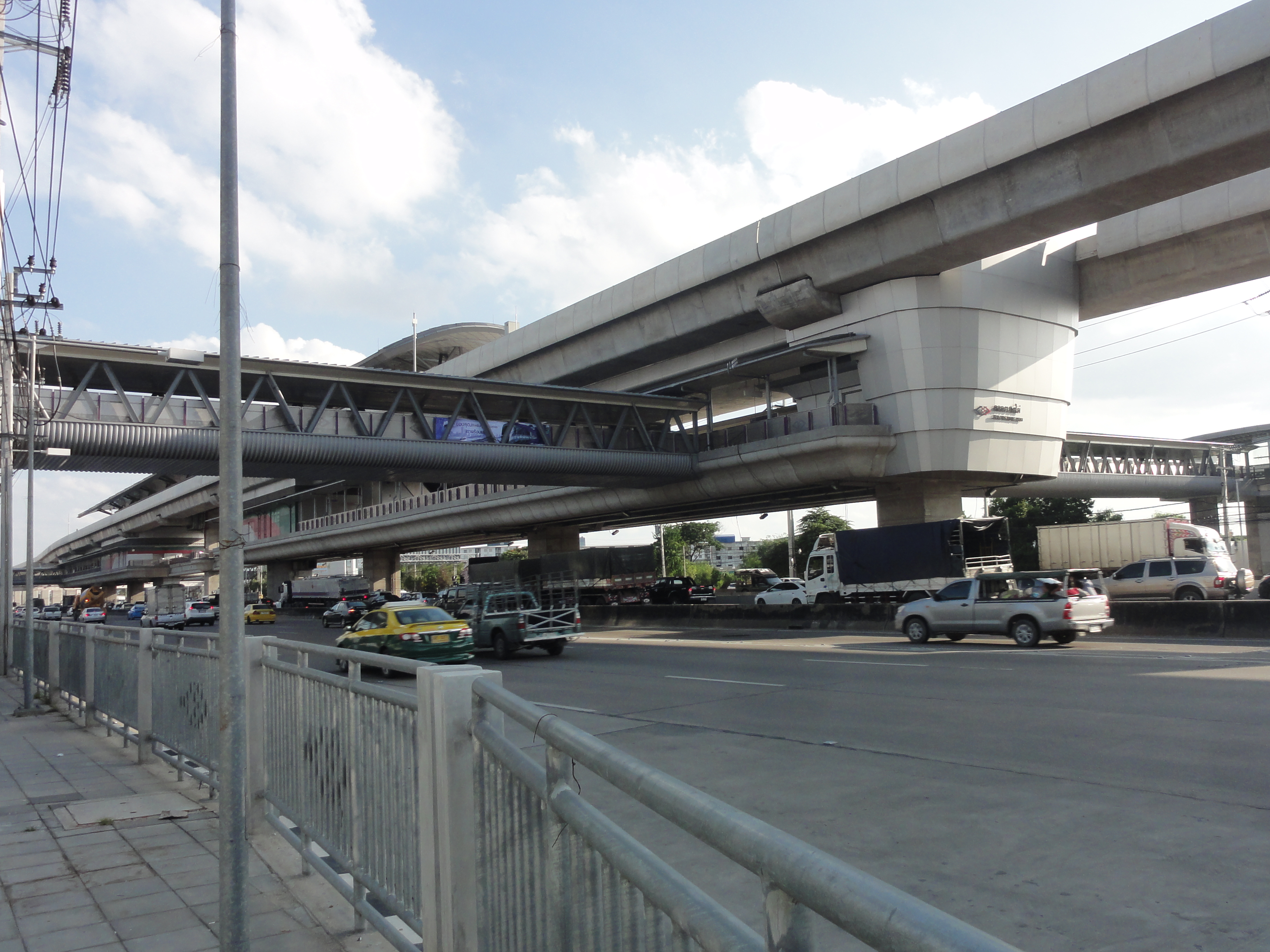

高架式3層構造となっている。主要環状道・カンチャナピセーク通りに沿って設置されており、2階の連絡通路から1階（地平部）歩道、バス乗り場に行くことができる。各階段にはエスカレーターも併設されている。西側に1、2番、東側に3、4番出入口があり、バス乗り場に近い1、3番出入口にはエレベーターも用意されている。
2階は連絡通路、改札口・コンコースおよび男女トイレが、3階に島式1面2線のパープルラインのホームがある。ホームには可動式ホーム柵によるホームドアを設置。
ホーム有効長は250 mであるが、現在は3両編成で運行されているため余裕がある。

### 駅階層
| 3階                              |                                                             |                                |
| 1番線・下り■パープルライン       | タラートバーンヤイ、イェーク・ノンタブリー1、タオプーン方面 |                                |
| 島式ホーム（可動式ホーム柵設置） |                                                             |                                |
| 2番線・下り■パープルライン       | タラートバーンヤイ、イェーク・ノンタブリー1、タオプーン方面 |                                |
| 2階                              | コンコース                                                  | 自動券売機、自動改札口、トイレ |
| 1階                              | 出入口                                                      | カンチャナピセーク通り         |

## 路線バス
- BMTA(Bangkok Mass Transit Authority)
  - 134 516
- 他事業者
  - 127 177 528 680